# Séamus Egan
Pour les articles homonymes, voir Egan.
Séamus Egan, né le 1er juillet 1969 à Hatboro, Pennsylvanie (États-Unis), est un musicien traditionnel irlandais multi-instrumentiste. Il est également l'un des fondateurs du groupe de musique traditionnelle Solas.

## Biographie
Séamus Egan vient au monde en 1969 à Hatboro, Pennsylvanie, dans une famille d'immigrés irlandais (Jack et Ann Egan), qui retournera vivre en Irlande (Foxford, comté de Mayo), lorsque l'enfant atteint ses trois ans.
Avec sa sœur Siobhan (Cherish the Ladies), il apprend l'accordéon avec Martin Donaghue. Plus tard, c'est en écoutant Matt Molloy et James Galway à la radio qu'il décide de jouer de la flûte irlandaise. Il remporte à quatre reprises le titre de champion All-Ireland Fleadh avec quatre instruments différents (flûte, tin whistle, mandoline et banjo ténor). Il joue également des uilleann pipes.
En 1977, il rejoint Mick Moloney (en) qui vient de créer Green Fields of America. Robbie O’Connell, Jimmy Keane et Eileen Ivers font également partie de la tournée américaine. En 1985, il enregistre un premier album solo Traditional Music Of Ireland.
En 1992, il se joint au groupe new-yorkais The Chanting House de Susan McKeown (en) Eileen Ivers et John Doyle, et apparaît sur son enregistrement en public. 
En 1994, il fonde Solas, avec John Doyle, la fiddler Winifred Horan (en) (Cherish the Ladies), l'accordéoniste John Williams et la chanteuse Karan Casey. Il a, par la suite, participé à chacun des albums du groupe.
En 1995, il enregistre la musique du film Les Frères McMullen d'Edward Burns. Il est également coauteur de la chanson à succès I Will Remember You interprétée par Sarah McLachlan, qui remporta à cette occasion un Grammy Award.
Séamus Egan est également producteur pour Solas et d'autres artistes tels que Antje Duvekot (en).

## Discographie
Albums solo
- Traditional Music Of Ireland (1985) ;
- A Week In January	(1990) ;
- The Brothers McMullen (1995) ;
- When Juniper Sleeps (1996) ;
- Celtic Tapestry (1999) ;
- Early Bright (2020).
- Good Winter (2022).

Séamus Egan, Eugene O'Donnell et Mick Moloney
- Three Way Street (1993).

Avec Eileen Ivers
- Wild Blue (1996).

Avec Solas
- Solas (1996) ;
- Summer Spells and Scattered Showers (1997) ;
- The Words That Remain (1998) ;
- The Hour Before Dawn (2000) ;
- The Edge of Silence (2002) ;
- Another Day (2003) ;
- Waiting for an Echo (2005) ;
- Réunion - A Decade of Solas (2006) ;
- For Love and Laughter (2008) ;
- The Turning Tide (2010).
- Shamrock City (2013)